# Steven Silver (director de cinema)
Steven Silver és un empresari, productor i director de mitjans de comunicació sud-africà/canadenc. Juntament amb el veterà de la indústria dels mitjans Peter Sussman, Silver va cofundar i va ser el conseller delegat de Kew Media Group Inc., una empresa de contingut que cotitza en borsa que produïa i distribuïa contingut multigènere a tot el món.

## Vida primerenca i educació
Silver va néixer i es va criar a Sud-àfrica. Va obtenir el seu LL.B a la University of the Witwatersrand a Johannesburg. Com a estudiant, Silver va ser un activista anti-Apartheid durant la dècada de 1990.

## Carrera professional
Va començar la seva carrera a Sud-àfrica i més tard a Canadà, escrivint i coproduint el 1997 un llargmetratge documental per la Canadian Broadcasting Corporation (CBC) Gerrie & Louise que va guanyar ell un Premi Emmy. A més de documentals per a la CBC, també va dirigir documentals per a PBS, History i Discovery Channel. Els documentals de Silver Diameter of the Bomb i l'aclamat per la crítica The Last Just Man van guanyar diversos premis internacionals. Va col·laborar amb Barna-Alper Productions per produir Box Car Rebellion, Doctor's Strike, The Last Just Man, The Anglo Boer War i The Dark Years.
Amb Neil Tabatznik, Silver també és soci i cofundador de Blue Ice Group Capital, amb seu a Toronto. El 2005, el duet va comprar les produccions de Barna Alper, de les quals Silver va exercir de president del 2005 al 2009, quan es va vendre a Entertainment One. Després de la venda, Silver va passar un any com a cap de la divisió d'entreteniment real d'eOne.
El 2010, el Blue Ice Group es va associar amb Echo Lake Entertainment per formar el Blue Lake Media Fund. El fons proporciona finançament per a pel·lícules i sèries de televisió independents de mig i gran pressupost. El 2011, el Blue Ice Group va adquirir la productora sud-africana Out of Africa, i amb el propietari Lance Samuels va establir Blue Ice Pictures. Blue Ice Group també és responsable d'una sèrie d'iniciatives filantròpiques, com ara el fons documental Hot Docs–Blue Ice Group, que ofereix suport financer als documentalistes africans per al desenvolupament i la producció.
La seva pel·lícula més recent de la qual també va escriure el guió és un llargmetratge canadenc i sud-africà titulat The Bang-Bang Club basat en el llibre The Bang-Bang Club: Snapshots from a Hidden War coescrit per Greg Marinovich i João Silva que formaven part del grup de quatre fotògrafs de Sud-àfrica conegut com Bang-Bang Club, els altres dos membres són Kevin Carter i Ken Oosterbroek. La pel·lícula es va estrenar al Festival Internacional de Cinema de Toronto.
Més recentment, ha produït un seguit de pel·lícules com Truth, Indian Point i Midnight's Children .
Enmig del deute creixent i un cas judicial pendent, Kew Media Group es va dissoldre el febrer de 2020. FTI Consulting, una empresa de gestió empresarial amb seu a Toronto, va prendre el control dels actius de l'empresa i el consell d'administració va dimitir, inclòs Silver.

## Filmografia

### Director
- 2002: Stories from the War Zone (TV documental)
- 2002: Soul of India (TV documental) – Part de la sèrie Wide Angle
- 2002: The Last Just Man (documental)
- 2003: The Great Atlantic Air Race (TV documental)
- 2005: Diameter of the Bomb (documental)
- 2005: H5N1: Killer Flu – Part de la sèrie Wide Angle
- 2007: The Dark Years (TV minisèries)
- 2010: The Bang-Bang Club – Primer llargmetratge dirigit

### Guionista
- 1997: Gerrie & Louise (documental)
- 2003: The Great Atlantic Air Race (TV documental)
- 2010: The Bang-Bang Club

### Producdorr
- 1997: Gerrie & Louise (documental) (co-productorr)
- 2002: Soul of India (TV documental) – Part de la sèrie Wide Angle series
- 2005: H5N1: Killer Flu – Part de Wide Angle
- 2007: Shake Hands with the Devil (productor executiu)
- 2007: Who Do You Think You Are? (sèrie de televisió) (productor executiu)
- 2007: Party Mamas (sèrie de televisió) (productor executiu – 6 episodis: "Emily", "Rosalie", "Angel", "Suzanne" and "Bridget")
- 2008: Céline (telefilm) (productor executiu)
- 2009: Bio-Dad (TV documental) (productor executiu)
- 2009: Ted Rogers: A Life in Broadcasting (telefilm) (productor executiu)
- 2009: Almost Audrey (telefilm) (productor executiu)
- 2010: Force of Nature: The David Suzuki Movie (documental) (productor executiu)
- 2010: The Bang-Bang Club (productor executiu)
- 2010: Flip, Flop, and Fly, 40 Years of the Downchild Blues Band (documental) (productor executiu)
- 2010: Pickton (TV documental) (productor executiu)
- 2011: The Pig Farm
- 2012: Midnight's Children (productor executiu)
- 2013: The Numbers Station (productor executiu)
- 2013: Romeo & Juliet (productor executiu)
- 2015: Shark Killer (productor executiu)
- 2015: Indian Point (productor executiu)
- 2015: The Missing Ingredient: What is the Recipe for Success? (productor executiu)
- 2015: Truth (productor executiu)
- 2016: Madiba (TV minisèrie) (productor executiu)

## Premis i nominacions
Per Gerrie & Louise
- 1998: Va guanyar el premi Gemini a la "Millor guió en un programa o sèrie documental" (compartit amb Barry Stevens)
- 1998: Va guanyar el premi del Gremi d'Escriptors del Canadà (compartit amb Barry Stevens)

Per The Last Just Men
- 2002: Va guanyar el "Millor pel·lícula documental/vídeo" al Festival Internacional de Cinema de Hamptons
- 2002: Va guanyar el "Premi de cinema humanitari" al Newport International Film Festival Award
- 2003: Va guanyar tant el "Premi del Públic" com el "Premi Especial del Jurat" al Prague One World Film Festival

Altres
- 2006: va guanyar el "Silver Screen Award: Documentaris" dels EUA Festival internacional de cinema i vídeo per a "Wide Angle" "H5N1: Killer Flu" (compartit amb Micah Fink)
- 2008: Nominada al premi Gemini a la "Millor direcció d'una sèrie documental" i a la "Millor sèrie documental" per The Dark Years
- 2009: Nominada al premi Gemini a la "Millor pel·lícula de televisió" per Céline (compartida amb Laszlo Barna)